# فرار از زندان

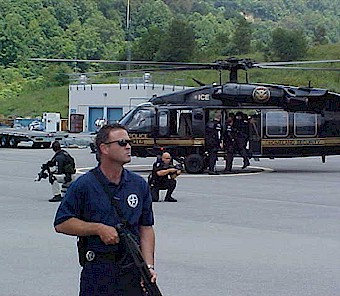
سرویس مارشال‌های ایالات متحده برای پیش‌گیری از فرار زندانی در حال انتقال، مشغول نگهبانی هستند.

فرار از زندان عملی است که در آن زندانی از راه‌های غیررسمی یا غیرقانونی از زندان خارج می‌شود. به‌طور معمول، وقتی این اتفاق می‌افتد، مسئولین برای بازگردانی آنها و انتقالشان به زندان تلاش می‌کنند. فرار از زندان نیز در برخی کشورها مانند ایالات متحده و کانادا جرم کیفری است و به احتمال زیاد منجر به افزایش زمان محکومیت می‌شود و همچنین زندانی تحت تدابیر شدیدتری حفاظت می‌شود، چنان‌که ممکن است به زندانی با تدابیر امنیتی شدیدتر نیز منتقل شود. در برخی از مکانهای دیگر مانند آلمان و تعدادی از کشورها، گریز از زندان را طبیعت انسانی در نظر می‌گیرند و منع آن را به منزله نقض حق آزادی تلقی می‌کنند، بنابراین فراریان به خودی خود مجازات نمی‌شوند (در صورت عدم ارتکاب جرایم دیگری مانند تهدید به خشونت، خشونت واقعی یا خسارت مالی).
بسیاری از زندان‌ها از ویژگی‌های امنیتی مانند آشکارساز حرکتی، دوربین مداربسته، پنجره‌های حفاظت شده، دیوارهای بلند، سیم خاردار و حصار الکتریکی برای جلوگیری از فرار استفاده می‌کنند.

## مجازات
در مکزیک، بلژیک، آلمان، هلند، سوئد و اتریش، فلسفه قانون بنا بر این است که فرار از زندان طبیعت انسان محسوب می‌شود. در این کشورها، فرد فراری منوط بر این که هیچ قانون دیگری را نقض نکند اتهامی متوجه او به صرف فعل فرار نمی‌گردد و به مجازاتشان افزوده نمی‌گردد. با این حال، در مکزیک، افسران مجاز به تیراندازی به زندانیانی هستند که قصد فرار دارند و در صورت اعمال خشونت علیه پرسنل زندان یا وارد آوردن خسارت به اموال زندان و همچنین کمک از سوی مقامات زندان و سایر زندانیان نیز غیرقانونی است.